# Тревор Бербік
Тревор Бербік (англ. Trevor Berbick; 1 серпня 1955, Норвіч, Порт-Антоніо, Ямайка — 28 жовтня 2006, Норвіч, Ямайка) — канадський боксер-професіонал ямайського походження, котрий виступав у важкій ваговий категорії. Бронзовий призер Панамериканських ігор (1975). Член збірної Ямайки на Олімпійський іграх у Монреалі (1976) .
Чемпіон світу у важкій ваговій категорії по версії WBC (1986). Чемпіон США по версії USBA (1985). Двократний чемпіон Канади у важкій вазі (1979—1984;1999-2000). Чемпіон Британії і Британської Співдружності у важкій вазі (1981—1984). 10 квітня 1986 року Бербік отримав Медаль вдячності від ямайського прем'єр міністра.
Перший і єдиний у історії уродженець Ямайки і другий в історії громадянин Канади (після Томі Бернса), якому вдалося виграти титул чемпіона світу з боксу у важкій вазі.

## Біографія
Він народився 1 серпня 1955 (хоча часто повідомляють що в 1954) у Норіджу, Порт-Антоніо, Ямайка. У віці 16 років, він стверджував, що бачив Бога.

## Аматорська кар'єра
Тревор почав займатися боксом у віці 19 років. У 21 рік Бербік виступав за Ямайку на літніх Олімпійських іграх у 1976 році в Монреалі, як боксер важкої ваги провів тільки 11 аматорських боїв. Відсутність досвіду було ясно видно. Він програв по очкам майбутньому срібний призеру Мірчу Шимону з Румунії. Тим не менш, він все ще подавав великі надії як боксер важкої вагової категорії. Бербік потім брав участь у Панамериканських іграх 1975 роки, де завоював бронзову медаль, програвши за рішенням суддів майбутньому чемпіону світу у важкій вазі Майклу Доуксу.

## Професійна карьера
Дебютував у вересні 1976 року.
Виграв перші 11 боїв, із них 10 нокаутом

### 1979—1981

#### Бій з Бернардо Кекардо
У квітні 1979 року в бою за титул WBC Континентальної Америки у важкій вазі Бербік зустрівся з Бернардо Меркадо.
В аматорах Бербік переміг Меркадо, однак у їхній єдиній професійній зустрічі, Бербік програв нокаутом у першіму ж раунді, поймав жорсткий удар за 10 секунд до кінця раунду.

#### Бій з Графом Маклії
У травні 1979 року у бою за титул Чемпіона Канади у важкій вазі Бербік переміг технічним нокаутом у 7 раунді Графа Маклії.

#### Бій з Джоном Тейтом
У 1980 році Бербік зустрівся з Джоном Тейтом. Цей бій проходив у андеркарті поєдинку між Шугаром Реєм Леонардом і Роберто Дюраном. Бербік нокаував Тейта ударом, який прийшовся по задній частині голови і Тейт втратив свідомість. Ця перемога дозволила Бербіку вийти на титульний бій з Ларрі Голмсом.

#### Чемпіонський бій з Ларрі Холмсом
У квітні 1981 року Бербік зустрівся з чемпіоном світу у важкій вазі по версії WBC Ларрі Холмсом. Фаворитом у цьому бою був Холмс (ставки на нього приймалися з розрахунку 50 до 1) Бербік виявив серйозний спротив Холмсу, ставши першим боксером, який протримався з Холмсом до кінця з моменту завоювання ним чемпіонського титулу. Тим не менше Холмс переміг одноголосним рішенням суддів.

#### Бій з Конроєм Нельсоном
У липні 1981 року Бербік зустрівся з Конроєм Нельсоном. На кону стояв титул чемпіона Канади і вакантний титул Чемпіона Британії і Британської Співдружності у важкій вазі. Бербік переміг нокаутом у 2 раунде..

#### Бій з Мохаммедом Алі
У грудні 1981 року Бербік зустрівся з 39-літнім Мохаммедом Алі. Алі, незважаючи на успіхи у матеріальнім плані, знову вирішив вийти на ринг, але він був приголомшений тим, що ніхто з провідних боксерів не хоче з ним битись, а також, атлетичні комісії більшості штатів не збирались видавати йому ліцензію на бій через стан його здоров'я. Не дивлячись на всі перешкоди, Алі вдалось отримати дозвіл на бій на Багамах, з канадським бійцем важкої ваги Тревором Бербіком. Мохаммед виглядав набагато краще, ніж у бою з Холмсом, і навіть домінував у п'ятому раунді. Однак, не дивлячись на це, Алі програв одноголосним рішенням суддів у 10-раундовому поєдинку. Після цього поєдинку Мохаммед оголосив про завершення кар'єри і більше ніколи не виходив на професійний ринг.

### 1982—1984

#### Бій з Грегом Пейджем
У червні 1982 року переміг одноголосним рішенням суддів непереможного Грега Пейджа.

#### Бій з Ренальдо Снайпсом
У жовтні 1982 року зустрівся з Ренальдо Снайпсом. У 1 раунді Снайпс відправив Бербіка у флеш-нокдаун. У ближньому бою Снайпс з мінімальною перевагою переміг одноголосним рішенням суддів.

#### Бій з С Т Гордоном
У травні 1983 року зустрівся з колишнім чемпіоном у важкій вазі С Т Гордоном. Гордон переміг одноголосним рішенням суддів.
У вересні 1983 року зустрівся з Кеном Лакустой. Бербік переміг нокаутом у 10 раунді.
У вересні 1984 року зустрівся з Андорсом Ерні Барром. Бербік переміг нокаутом у 4 раунді.

### 1985—1987

#### Бій з Девідом Беєм
У червні 1985 року у бою за титул чемпіона США по версії USBA Бербік переміг технічним нокаутом у 11 раунді Девіда Бея

#### Бій з Мітчем Гріном
У серпні 1985 року Тревор Бербік переміг одноголосним рішенням суддів непереможного Мітча Гріна.

#### Чемпіонський бій з Піклоном Томасом
У березні 1986 року Тревор Бербік зустрівся з непереможним чемпіоном світу у важкій вазі по версії WBC Пінклоном Томасом. Фаворитом у цьому поєдинку був Томас (ставки на нього приймалися з розрахунку 6,5 до 1). Бербік переміг одноголосним рішенням суддів .

#### Бій з Майком Тайсоном
У листопаді 1986 року Тревор Бербік вийшов на ринг проти Майка Тайсона. Цей бій отримав назву Судний день[en]. Бербік лише у лютому 1986 року завоював титул чемпіона і проводив тільки перший захист. У 1 раунді Бербік пішов з Тайсоном у відкритий бій, але пропустил кілька жорстких ударів і припинив атакувати. За 20 секунд до кінця раунду Тайсон пробив лівий боковой, Бербік з ледве втримався на ногах, на останніх секундах Бербік був на грані нокауту. Уже на перших секундах 2-го раунду Тайсон провів серію ударів, відправивши Бербіка у нокдаун, Бербік підвівся. За 40 секунд до кінця раунду Тайсон провів правий аперкот у щелепу, а потім ще лівим хуком потрапив у голову Бербіка. Бербік на момент прижався до Тайсону, а потім впав. Бербік двічі намагався встати, але щоразу втрачав рівновагу. З третьої спроби він підвівся, але його сильне хитало. Рефері зупинив бій. За цей бій Тайсон заробив 1,5 млн $, а Бербік 2,1 мільйона доларів. Після цього бою Тайсон встановив 2 світових рекорди, ставши самим молодим чемпіоном у важкій вазі і ставши першим боксером, чий удар змусив суперника підводитись і падати три рази підряд. Одночасно з ним рекорд встановив Кевін Руні (йому на той момент було 27 років), ставши наймолодшим тренером, який привів підопічного до чемпіонського титулу.
У жовтні 1987 року переміг технічним нокаутом у 3 раунді Лоренцо Бойда.

### 1988—1996

#### Претендентський бій з Карлом Вільямсом
У червні 1988 року в ілюмінаторі IBF програв одноголосним рішенням суддів чемпіону США по версії USBA Карлу Вільямсу. Карл Вільямс перейшов у положення для можливого в суперважкій вазі пострілу у понеділок увечері, прийнявши одноголосне рішення у 12 раунді над минулим чемпіоном Тревором Бербіком. У Вільямса громоздились очки за ефективний лівий джеб впродовж його шляху до кривого рішення в «сірому» відбірковому бою по версії IBF у суперважкій вазі між двох кращих претендентів. Berbick, котрий був колишнім чемпіон WBC у суперважкій вазі набрав темп у середині бою, але Вільямс зумів прописати декілька ефективних ударів. У Вільямся стався розрив шкіри поруч з правим оком у 6-му турі, але поріз кровоточив нечасто і, здавалося, не турбував." — Ассошиейтид Прес неофіційний АП --система показників — 118—109 Вільямс .Вільямс втратив момент для проведення у 8-му раунді.

#### Бій з Бастером Дагласом
У лютому 1989 року програв одноголосним рішенням суддів Джеймсу Бастеру Дагласу.

#### Бій з Джеффом Сімсом
У липні 1990 року переміг технічним нокаутом у 6 раунді Джеффа Сімса.
У березні 1994 року переміг одноголосним рішенням суддів Денні Воффорда.
У липні 1994 року переміг нокаутом у 4 раунді Пола Філлпса.

#### Бій з Мелвіном Фостером
У вересні 1994 року переміг роздільним рішенням суддів непереможного Мелвіна Фостера.

#### Бій з Джиммі Тандером
У березні 1995 року у бою за титул WBC Континентальної Америки програв одноголосним рішенням суддів Джиммі Тандеру.
У серпні 1995 року переміг технічним нокаутом у 3 раунді Брюса Джонсона.
У квітні 1996 року переміг технічним нокаутом у 4 раунді Кена Сміта.

#### Бій з Луїсом Монако
У вересні 1996 року переміг одноголосним рішенням суддів Луїса Монако.

#### Бій з Хасимом Рахманом
У жовтні 1996 року Бербік зустрівся з непереможним американцем Хасимом Рахманом. Бербік вийшов на бій з явною перевагою. На початку 1-го раунду Рахман пробив довгий правий хук у голову. Бербік похитнувся. Рахман повторив цей ж удар у щелепу. Канадець рухнув на канвас. Він піднявся на рахунок 5.. Рахман зразу ж кинувся добивати. Він притиснув супротивника до канатів і провів кілька серій ударів у голову. Бербік був на грані нокауту, але зміг вистояти. Більшу частину першого раунду він простояв в блоку. Не дивлячись на односторонній дебютний раунд, бій у підсумку пройшов всю дистанцію. По закінченні поєдинку всі судді з великою перевагою віддали перемогу Хасиму Рахману. Це був останній бій Бербіка у США..

### 1997—2000

#### Бій з Лайлом МакДаувелом
У вересні 1997 року у бою за вакантний інтерконтинентальний титул IBO програв роздільним рішенням суддів Лайлу МакДаувелу.

#### Бій з Сатклиффом Шейном 1
У лютому 1999 року у бою за титул чемпіона Канади переміг технічним нокаутом у 12 раунді Сатклиффа Шейна.

#### Бій з Айреном Барклі
У червні 1999 року Бербік переміг одноголосним рішенням суддів Айрена Барклиі.

#### Бій з Тоні Лароса
У серпні 1999 року програв роздільним рішенням суддів Тоні Ларосу .

#### Бій з Сатклиффом Шейном 2
У травні 2000 року вдруге зустрівся з Сатклиффом Шейном. Бербік переміг одностайним рішенням суддів.
Згодом, комп'ютерна томографія показала кров'яний згусток у його мозок, і його позбавили ліцензії професійного боксера.

### Життя поза рингом
Бербік був пастором у моменті Чуда п'ятдесятницької церкви у Лас-Вегасі.

### Проблеми з законом
Бербік був кілька раз заарештований протягом всього свого життя і засуджений у штаті Флорида до 5 років позбавлення волі за сексуальний напад на няню його дітей у 1992 році. Він відсидів 15 місяців.. У 1997 році він порушив умови умовно-дострокового визволення і був депортований з США.

### Ворожнеча з Ларрі Холмсом
Широко відома ворожнеча Бербіка з Ларрі Холмсом, з котрим він боксував у 1981 році. Їхня ворожнеча завершилася публічною бійкою у 1991 році, котра була зафіксована на плівку. Холмс заліз на капот автомобіля і вскочив на Бербіка коли того вели у супроводі поліції.

### Пенсійні
Вийшов на пенсію у Флориді, щоб бути з своєю жінкою і чотирма дітьми (у нього було троє дітей з першою жінкою у Монреалі) і почав тренувати боксерів у залі Кенні Барретта у Тамарку, Флорида. Проблеми Бербіка з законом загострились. Він був знову був депортований з США 2 грудня 2002 року.

### Вбивство
28 жовтня 2006 року Тревор Бербік був знайдений мертвим. Він був вбитий власним 20-річним племінником кількома ударами металевої труби по голові. За цей злочин його племінник Гарольд Бербік був засуджений до пожиттєвого строку без права подачі апеляції на дострокове звільнення через 20 років..

## Цікаві факти
- Один з 5 боксерів, котрі отримали Медаль подяки від ямайського прем'єр-міністра (окрім нього — Майк Маккаллум (3 червня 1986) і Ллойд Хоніган (10 листопада 1985)).
- Тревор Бербік і Ларрі Голмс є єдиними боксерами, котрі зустрілися з Мохаммедом Алі і Майком Тайсоном.
- Має багато спільного з боксером Донованом Раддоком: обидва уродженці Ямайки, котрі стали громадянами Канади, обидва перемогли кількох чемпіонів світу, обидва зустрічалися з Майком Тайсоном і Грегом Пейджем, а також обидва зустрічалися з Ларрі Холмсом (Раддок на спарингах) і Майклом Доуксом (Бербік у любителях)), обидва були чемпіонами Канади, однак Раддок так і не завоював чемпіонський пояс.
- За всю професійну кар'єру зустрівся з десятьма чемпіонами світу, з котрих переміг п'ятьох.
- У 1991 році він відправився в UWFI у Японію для боротьби проти Нобухіко Такади в бою, названим «боксер проти борця». Бербік очікував, що бій буде проходити по правилам американського кікбоксингу, але опинилося, що правила дозволяли Нобухіко Такаді завдавати удари ногами Бербіку нижче пояса. Бербік опинився не готовим надати Нобухіко Такаді будь-який спротив, замість цього Бербік неодноразово жалітися арбітру на те, що Нобухіко Такада кілька разів вдарив ногою нижче пояса (лоу-кік). Такада отримав перемогу, так як Бербік втік з рингу під час бою.
- У лютому 2004 року Джордж Форман оголосив, що він тренувався для ще одного повернення на ринг, щоб показати, що вік 55 років, як 40, це не «смертний вирок». Бій проти невизначеного суперника (по пліткам проти Тревора Бербіка) так і не відбувся (була широко поширена думка, що жінка Формана була одним з основних факторів у зміненні планів).
- Боксер Вотсон з мультсеріалу «Сімпсони» є пародією Бербіка.

## Зауваження
1. ↑  http://observer.guardian.co.uk/world/story/0,,1934408,00.html
2. ↑  Экс-чемпион мира по версии WBC в тяжелом весе, 42-летний американский ветеран Тревор Бербік проиграл по очкам рейтинговый бой 23-летнему Хасиму Рахману. Архів оригіналу за 7 листопада 2019. Процитовано 7 листопада 2019.
3. ↑  Трагічно загинув екс-чемпіон світу у важкій вазі Бербік. Архів оригіналу за 7 листопада 2019. Процитовано 7 листопада 2019.